# بروس كلارك (صحفي)
بروس كلارك (بالإنجليزية: Bruce Clark)‏ هو صحفي كندي، ولد في 1944.